# Riera de Valldeperes
La Riera de Valldeperes és un afluent per l'esquerra del Cardener.
Neix al terme municipal de Viver i Serrateix i desguassa al Cardener aigües amunt del Pont de Malagarriga després d'haver travessat l'extrem nord-occidental del terme municipal de Navars

## Municipis per on passa
Des del seu naixement, la Riera de Valldeperes passa successivament pels següents termes municipals.
|                                                             | Longitud (en m.) | % del recorregut |
| ----------------------------------------------------------- | ---------------- | ---------------- |
| Per l'interior del municipi de Viver i Serrateix            | 2.842            | 41,20%           |
| Per l'interior del municipi de Navars                       | 3.916            | 56,77%           |
| Fent frontera entre Cardona (a ponent) i Navars (a llevant) | 140              | 2,03%            |

## Xarxa hidrogràfica
La xarxa hidrogràfica de la Riera de Valldeperes està constituïda per 29 cursos fluvials que sumen una longitud total de 24.483 m.

### Distribució municipal
El conjunt de la xarxa hidrogràfica de la Riera de Valldeperes transcorre pels següents termes municipals:

### Afluents destacables
⊗ El Torrent de Valldeperes
⊗ El Torrent de Queralt